# مرض الإيدز في مصر
مرض الإيدز في مصر، (بالإنجليزية: HIV/AIDS in Egypt)‏، بما أن أقل من 1 في المائة من السكان يقدرون بأنهم مصابون بفيروس نقص المناعة البشرية، فإن مصر بلد منخفض الانتشار لفيروس نقص المناعة البشرية.
إن السلوكيات غير الآمنة بين السكان الأكثر تعرضا للخطر، والاستخدام المحدود للواقي الذكري بين عامة السكان، تضع مصر في خطر انتشار وباء أوسع. ووفقا للبرنامج الوطني للإيدز، كان هناك 1,555 شخصا مصابين بفيروس نقص المناعة البشرية / الإيدز في مصر بنهاية عام 2007. وكانت تقديرات برنامج الأمم المتحدة المشترك المعني بفيروس نقص المناعة البشرية / الإيدز لعام 2005 أعلى، حيث بلغ عدد المصريين المصابين بفيروس نقص المناعة البشرية 5300 مصاب. 

## أول بلاغ إصابة، وأسباب انتقال الإيدز
قد أبلغت مصر عن أول حالة إصابة بفيروس نقص المناعة البشرية الإيدز في عام 1986.
ومن بين الحالات المبلغ عنها رسميا، كان:
- الجماع الجنسي هو الوسيلة الرئيسية للانتقال (49.1 في المائة).
- الجماع المثلي (22.9 في المائة).
- غسيل الكلى (12 في المائة).
- نقل الدم (6.2 في المائة). وفقا لخطة العمل الوطنية في تقرير رسمي صدر في كانون الثاني / يناير 2008.
- استخدام المخدرات عن طريق الحقن 2.9 في المائة.
- وانتشار العدوى من الأم إلى الطفل بنسبة 1.6 في المائة.
- و 5.2 في المائة من أسباب «غير معروفة».

## الإيدز بين الذكور والإناث
الذكور أكثر عرضة للإصابة بفيروس نقص المناعة البشرية أكثر من الإناث، ولكن هذا قد يكون راجعا إلى اختبار عدد أكبر من الرجال من النساء. وهناك أشخاص آخرون معرضون للإصابة بفيروس نقص المناعة البشرية في مصر، من بينهم أطفال الشوارع والسجناء واللاجئون. ونشرت نتائج الدراسة الاستقصائية لرصد السلوك البيولوجي والسلوكي التي أجرتها وزارة الصحة والسكان في كانون الأول / ديسمبر 2006. وقد استهدفت الدراسة استطلاع آراء أطفال الشوارع، والعاملات في مجال الجنس، والرجال الذين يمارسون الجنس مع الرجال، ومتعاطو المخدرات عن طريق الحقن، وحددوا وباء مركزا في سوق مسقط للأوراق المالية في الإسكندرية، حيث بلغ معدل انتشاره 6.2 في المائة. 

## التحديات
لا تزال مصر تواجه العديد من التحديات في الحفاظ على انخفاض معدل انتشار فيروس نقص المناعة البشرية / الإيدز. وهناك إحجام عام من جانب الحكومة والمجتمع المدني عن مناقشة القضايا المتعلقة بالمجموعات المهمشة مثل الذكور المثليين جنسياً، والفتيات العاملة بمجال الجنس، ومستخدمي المخدرات بالحقن. بالإضافة إلى ذلك، هناك مخاوف واسعة النطاق ووصم بفيروس نقص المناعة البشرية / متلازمة نقص المناعة المكتسب (الإيدز) والافتقار إلى برامج فعالة للتثقيف بشأن الأمراض المنقولة عن طريق الاتصال الجنسي / فيروس نقص المناعة البشرية / الإيدز وغير ذلك من التدابير الوقائية، مثل تثقيف الأقران والاتصال وتغيير السلوكيات فيما بين الفئات المعرضة للخطر. 
تشير التقديرات إلى أن معدل الإصابة بمرض السل في مصر بلغ 11 حالة لكل 100 ألف شخص، وفقا لبيانات عام 2005 الصادرة عن منظمة الصحة العالمية. حاليا، أقل من 1 في المئة من مرضى السل المصابين بفيروس نقص المناعة البشرية. ومع ذلك، فإن الرصد المستمر ضروري لأن زيادة معدل الإصابة بالسل المقاوم للأيدز يمكن أن تزيد من تعقيد مكافحة الأمراض في مصر. 

## الاستجابة الوطنية
خطة العمل الوطنية، التي أنشئت داخل وزارة الصحة والسكان في عام 1986، هي الهيئة الحكومية الرسمية المسؤولة عن الوقاية من فيروس نقص المناعة البشرية / الإيدز. وتستند الخطة الاستراتيجية الوطنية (2006-2010) إلى النجاحات التي تحققت في الخطة الخمسية السابقة، وهي مصممة للحفاظ على انخفاض معدل انتشار فيروس نقص المناعة البشرية / الإيدز وتحسين خدمات الرعاية الصحية للمصابين أو المتأثرين بالمرض. وتتمثل أهداف الخطة فيما يلي: 
- تعزيز مراقبة الفيروس؛
- بناء القدرة على الاستجابة الموسعة للفيروس
- زيادة الوعي بالفيروس؛
- وضع برامج للتوعية وتثقيف الأقران للفئات الضعيفة؛
- توسيع نطاق خدمات المشورة والفحص الطوعيين؛
- تحسين نوعية حياة السكان المصابين والمتأثرين بالفيروس.

منذ عام 2005، أصبحت حكومة مصر أكثر نشاطا في مكافحة فيروس نقص المناعة البشرية / الإيدز. وأدرجت الحكومة فيروس نقص المناعة البشرية / الإيدز في المناهج الدراسية الإعدادية والثانوية؛ وأنشأت تسعة مراكز متنقلة لتقديم المشورة والاختبار الطوعي و 14 مركزا ثابتا في جميع أنحاء البلاد؛ وإجراء دورات تدريبية للأطباء والممرضين بشأن الإدارة السريرية والرعاية التمريضية؛ وبدأت في تقديم العلاج المضاد للفيروسات القهقرية لمرضى فيروس نقص المناعة البشرية / الإيدز مجانا. وبحلول نهاية عام 2006، ووفقا لبرنامج الأمم المتحدة المشترك المعني بالإيدز، كان 22 في المائة من النساء والرجال المصابين بفيروس نقص المناعة البشرية يتلقون العلاج المضاد للفيروسات القهقرية. 
في عام 2006، كانت القاهرة موقع حلقة عمل مدتها ثلاثة أيام داعمين برنامج مكافحة فيروس نقص المناعة / الإيدز وتعاطي المخدرات في المنطقة. وشملت حلقة العمل ممثلين عن الحكومات والمنظمات غير الحكومية وبرامج بحثية من البلدان العربية ومن أفغانستان وإيران وباكستان. وعملت الحكومة المصرية مع اليونيسيف من أجل الوقاية من فيروس نقص المناعة البشرية / الإيدز بين الشباب، وعملت مع مكتب الأمم المتحدة المعني بالمخدرات والجريمة للتصدي لفيروس نقص المناعة البشرية / الإيدز في أوساط متعاطي المخدرات.
اعتبارا من مارس / آذار 2008، كانت مصر تتفاوض للحصول على منحة من الجولة السادسة مع الصندوق العالمي لمكافحة الإيدز والسل والملاريا لمكافحة انتشار فيروس نقص المناعة البشرية / الإيدز. 